# 大凍山 (嘉義縣)
大凍山，又名糞箕山、奮起湖大凍山，位於台灣嘉義縣梅山鄉、阿里山鄉交界，臨近與竹崎鄉的三鄉共界點，即阿里山森林鐵路中途大站奮起湖東南東方2.5公里處。海拔1,976公尺，為奮起湖風景區一帶最高峰，名列台灣小百岳之一。其上有觀景坪，可觀賞日出奇景，亦可遍覽玉山、大塔山、小塔山等群峰。臨近山區有明月窟、流星崖、回頭嶺、翠竹坡、七星石、石獅象、樹石盟等景點，遠近馳名。

## 大凍山國家步道

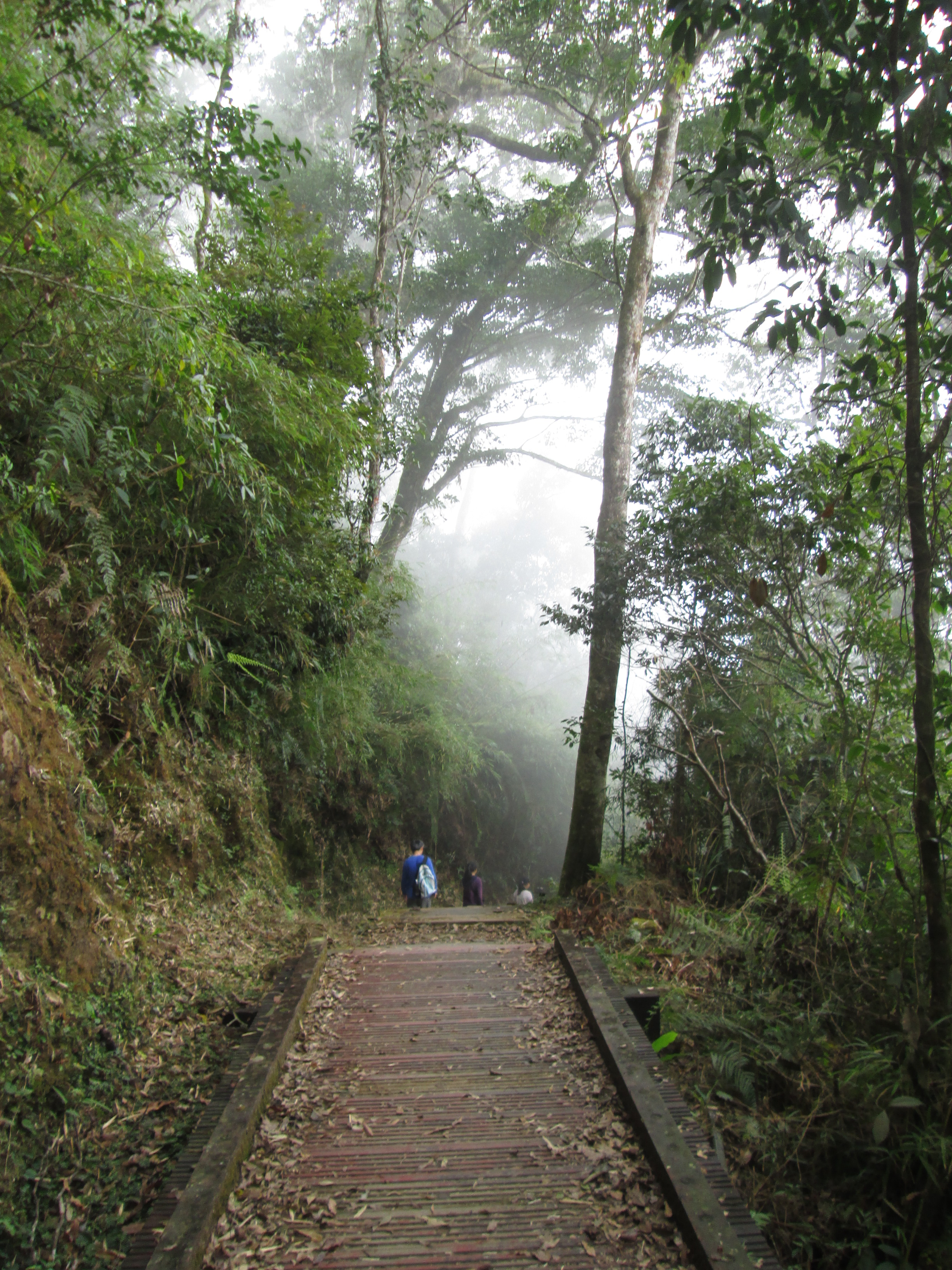
大凍山國家步道

大凍山區一帶原有登山路徑經大幅整建後，整合成「大凍山國家步道」（或稱為「大凍山國家森林步道」），全程約5公里，為近年來頗為熱門之登山健行路線。其名稱雖有「國家步道」字樣，但在全國步道系統主管單位－農委會林務局的官方網站中，係被歸頖於「區域步道系統」，而非「國家步道系統」。

## 外部連結
- 奮起湖大凍山步道 - 山林悠遊網
- 奮起湖步道 - 阿里山國家風景區 （页面存档备份，存于）
- 旅遊資訊 - 自然步道 - 奮起湖大凍山步道